# Freedom Caucus
Der Freedom Caucus, auch House Freedom Caucus, ist eine Vereinigung konservativer, extrem rechter Abgeordneter der Republikanischen Partei innerhalb der republikanischen Fraktion im Repräsentantenhaus der Vereinigten Staaten. Diese Gruppe ist nicht zu verwechseln mit dem Democratic Freedom Caucus, einer Gruppe innerhalb der Demokratischen Partei. 
Gegründet wurde der Freedom Caucus 2015 mit dem Selbstverständnis, eine kleinere, enger zusammen stehende, beweglichere und handlungsfähigere Gruppe innerhalb der konservativen Abgeordneten der Republikaner zu formieren. Die Mitglieder des Freedom Caucus stellen eine besonders konservative Gruppe innerhalb der republikanischen Fraktion dar. Angeführt wird die Gruppierung von Scott Perry, weitere bekannte Mitglieder sind Jim Jordan, Marjorie Taylor Greene und Lauren Boebert. Der House Freedom Caucus legt seine Mitglieder nicht offen, was auch die innerfraktionelle Abstimmung der Republikanischen Kongressfraktion erschwert. Für das Jahr 2023 wird von einer Stärke von wenigstens 45 Kongressabgeordneten ausgegangen. Bereits in der Kongressfraktion der Republikaner bestehen zudem weitere, politisch anders verortete Gruppierungen, vom gemäßigten bis hin zum ultrakonservativen Spektrum, was für die Fraktion und ihren Sprecher die Formulierung und Umsetzung einer konsistenten Politik erheblich erschwert.
Im März 2017 verweigerte der Freedom Caucus seine Zustimmung zur Vorlage des American Health Care Act of 2017 („Trumpcare“) des republikanischen Präsidenten Donald Trump, weil Trumps Vorlage in den Augen der Gruppe nicht radikal genug mit der Regelung der Vorgängerregierung (Affordable Care Act = „Obamacare“) brach.  Der Sprecher des Repräsentantenhauses der Vereinigten Staaten Paul Ryan und der Präsident, beide selbst Mitglieder der Republikanischen Partei, zogen die Abstimmung komplett zurück.